# Arsenurinae
Arsenurinae (лат.) — подсемейство павлиноглазок, включающее около 60 видов бабочек.

## Распространение
Неотропика.

## Классификация
В подсемейство включают следующие роды:
- Almeidaia
- Anuropteryx
- Arsenura
- Caio
- Copiopteryx
- Dysdaemonia
  - Dysdaemonia boreas (Cramer, 1775)
- Grammopelta
- Loxolomia
- Paradaemonia
- Rhescyntis
- Titaea